# Alcaine
Alcaine (aragónul Arcaine) település Spanyolországban, Teruel tartományban. Alcaine Estercuel, Josa, Muniesa, Obón és Oliete községekkel határos. Lakosainak száma 39 fő (2024).

## Népesség
A település lakosságának változását az alábbi diagram mutatja:
| Lakosok száma | 71   | 65   | 74   | 67   | 69   | 72   | 62   | 59   | 46   | 39   |
|               | 2001 | 2004 | 2007 | 2009 | 2012 | 2014 | 2017 | 2019 | 2022 | 2024 |